# Ophiogomphus cecilia
Ophiogomphus cecilia é uma espécie de libelinha da família Gomphidae.
Pode ser encontrada nos seguintes países: Alemanha, Áustria, Bielorrússia, Bulgária, China, Dinamarca, Eslováquia, Estónia, Finlândia, França, Hungria, Itália, Letónia, Lituânia, Luxemburgo, Moldávia, Portugal, Polónia, República Checa, Roménia, Rússia, Suécia, Suíça, Turquia e Ucrânia.